# Maya (religion)
Maya (sanskrit: māyā, av mā "inte" och yā "detta") är ett begrepp inom hinduism och buddhism med flera betydelser. Vanligen syftar det på sinnevärldens universum som skapats av brahman, vilket upplevs som bestående av en stor mängd separata ting. Mayas "slöjor" är dock enligt hinduismen en illusion eller ett "spel" som döljer den fundamentala verklighetens enhet bakom den skenbara mångfalden. Denna atman kan nås genom att kontakta sitt inre med hjälp av till exempel meditation eller yoga och att läsa heliga skrifter.
I den äldre litteraturen är Maya, särskilt i Rigveda, den gudarnas, särskilt Varunas, övernaturliga kraft, varigenom de framstår som frambringare av allehanda övernaturliga verkningar (allmakt, allvetenhet också vidare). Maya är hos gudarna vad brahman eller den heliga trollformeln är hos brahmanerna. Denna övernaturliga makt får såväl hos gudarna som hos de onda väsendena (Asura) karaktär av bländverk, varigenom de behärskar sin värld. Hos asuraerna blir maya ett fördärvbringande bländverk, en illusion. I och med att brahman upphöjs till absolut världsprincip, blir världen dess maya, uppfattad som en illusion av det absoluta, som liksom en trollkarl frambringar illusioner i alla dess i naturen framträdande former. Maya – ursprungligen tillhörande vedanta-filosofin – blir sålunda med tiden detsamma som materien (prakrti), som vid sidan av sig har såsom dualistisk person purusa (medvetandet), ”anden" (i Samkhyafilosofin). I hinduismen är maya den kvinnliga principen i tillvaron och blir sålunda ibland beteckning för det osanna och onda i världen. I skaldens skildring blir maya en världsalltets väverska i en spindels skepnad eller en skön beslöjad kvinna, vilken i sin slöjas veck och skuggor visar de skapade väsendenas bilder.